# Police Academy 6
Police Academy 6: City Under Siege is een Amerikaanse komediefilm uit 1989 en de zesde film in de reeks Police Academy-films. De film is geregisseerd door Peter Bonerz. Hoofdrollen zijn er voor George Gaynes, G.W. Baily en Matt McCoy

## Verhaal
De stad wordt geteisterd door de Wilson Heights Gang, een trio juwelendieven bestaande uit Ace (een expert met vuurwapens), Ox (een zeer sterke en grote man) en Flash (een acrobaat en expert met een lasso). Harris, die inmiddels niet meer voor de Academie werkt, en Proctor zijn op observatie en hopen de bende te betrappen. Harris heeft een tip gekregen waar de bende zal toeslaan, maar de tip blijkt vals. In plaats daarvan wordt achter hun rug om een ander winkelpand beroofd. Door de aanhoudende overvallen komt de burgemeester steeds meer onder druk te staan.
De gouverneur besluit uiteindelijk om Harris' team te laten versterken door een ander politieteam. Tot ergernis van Harris kiest commissaris Hurst uitgerekend de agenten van Lassards academie: Nick Lassard, Debbie Callahan, Larvell Jones, Hooks, Tackleberry, Hightower en Douglas Fackler.
De Wilson Heights Gang berooft wederom een bank en vluchten vervolgens naar hun ondergrondse schuilplaats. Hier hebben ze en afspraak met hun baas die zij alleen kennen als "Mastermind", en die altijd van achter een scherm met hen praat zodat je alleen zijn silhouet ziet. Hij weet uit naar eigen zeggen betrouwbare bron wat de politie van plan is, dus zijn ze hen altijd een stap voor.
Nick Lassard stelt voor om undercover te gaan bij verschillende locaties in de hoop zo meer te weten te komen over de Wilson Heights Gang. Ook weet hij dat over enkele dagen een zeer kostbare diamant naar de stad zal worden gebracht en ongetwijfeld doelwit zal zijn van de gang. De agenten besluiten om deze diamant als aas te gebruiken voor een val. Harris en Proctor bewaken de diamant direct, Nick en Jones rijden de gepantserde wagen en alle anderen staan op punten langs de route. Wanneer de gang er toch in slaagt om de diamant onder hun neus vandaan te stelen begint Nick te vermoeden dat er een lek in hun organisatie zit.
Al snel ontdekt Nick een verband tussen de misdaden in de buurt. Ze worden allemaal gepleegd in het gebied rond de oude buslijn Nr. 51. Tijd om zijn bevindingen verder uit te zoeken heeft hij niet omdat de burgemeester Lassards team van de zaak afhaalt. Hij heeft in Eric Lassards bureau gestolen waar ontdekt. Desondanks proberen ze uit te vinden waarom de misdaadgolf zich tot de oude buslijn beperkt houdt. Het blijkt dat op de plek van de buslijn binnenkort een geheel nieuw treinspoor zal worden aangelegd. Wanneer dat gebeurt zal de grond rondom deze lijn erg waardevol worden. De huidige misdaadgolf doet de grondprijzen in dit gebied echter kelderen.
Het team bezoekt de firma die al grote stukken grond rond het nieuwe treinspoor heeft opgekocht en vinden daar de plannen van de Wilson Heights Gang. Ze willen de hele stad van de stroom afsnijden als onderdeel van hun laatste plan "Operatie chaos".
Die avond gebeurt dit dan ook en de agenten hebben moeite om in de donkere stad de orde te handhaven. Nick ontdekt de Wilson Heights Gang en het team zet de achtervolging in. Het komt tot een gevecht tussen Hightower en Ox. Beide zijn aan elkaar gewaagd, maar Hightower blijkt sterker. Jones rekent Flash in door hem te laten denken dat hij een robot is. Tackleberry en Ace proberen elkaar te overbluffen met hun schietkunsten waarbij Tackleberry de beste blijkt te zijn. Nick dringt binnen in de schuilplaats van de gang om mastermind in te rekenen maar hij gaat ervan door. Met een monstertruck en een bus wordt de achtervolging ingezet die eindigt bij het bureau van commissaris Hurst.
Wanneer het team het bureau binnenstormt vinden ze alleen de commissaris die hun vraagt wat ze komen doen. Dan komen Harris en Proctor binnenvallen met een tweede commissaris Hurst. Een van beide is mastermind. Nick gebruikt de "pinokkio-test" om te zien wie. De test houdt in dat hij beide commissarissen aan hun neus trekt en zo ontdekt dat de commissaris achter het bureau een masker opheeft. Het is de burgemeester. Het blijkt dat de burgemeester expres de Wilson Heights Gang heeft opgericht om zo goedkoop alle grond rondom het nieuwe treinspoor in handen te krijgen. Harris was onbedoeld het lek in de organisatie omdat hij de burgemeester steeds van hun plannen op de hoogte stelde.
De film eindigt zoals gewoonlijk met een ceremonie waarin de helden worden gehuldigd.

## Rolverdeling
| Acteur             | Personage                       |
| ------------------ | ------------------------------- |
| Matt McCoy         | Brigadier Nick Lassard          |
| Bubba Smith        | Brigadier Moses Hightower       |
| Michael Winslow    | Brigadier Larvell Jones         |
| David Graf         | Brigadier Eugene Tackleberry    |
| Marion Ramsey      | Brigadier Laverne Hooks         |
| Kenneth Mars       | Burgemeester / Mastermind       |
| Leslie Easterbrook | Inspecteur Debbie Callahan      |
| G.W. Bailey        | Hoofdinspecteur Thaddeus Harris |
| Bruce Mahler       | Brigadier Douglas Fackler       |
| Brian Seeman       | Flash                           |
| Darwyn Swalve      | Ox                              |
| Gerrit Graham      | Ace                             |
| George Gaynes      | Commandant Eric Lassard         |
| Lance Kinsley      | Inspecteur Proctor              |
| Allison Mack       | Klein meisje                    |

## Achtergrond
In deze film werden geen nieuwe karakters meer geïntroduceerd. Ook speelt deze film zich weer grotendeels af in de naamloze stad in plaats van op de academie. Ook spelen een hoop belangrijke elementen uit de eerste vier films hierin geen rol meer. Om die redenen is Police Academy 6 anders dan zijn voorgangers en niet meer van hetzelfde.
Omdat de vorige films al steeds minder scoorden werd deze al op voorhand slecht ontvangen bij uitkomst. De negatieve kritiek over deze film is eigenlijk een raadsel omdat de film bijna niets gemeen heeft met de vorige films. Een punt van kritiek was dat de stereotiepe agenten niks nieuws meer te bieden hadden.
Deze film stond lange tijd zeer laag op de lijst van slechtste films ooit van de IMDb. Na deze film werd het fenomeen Police Academy vijf jaar stopgezet.

## Trivia
- Wanneer tijdens de achtervolging Proctor met een bus rijdt, raakt hij bijna een fruitstalletje, waarna Harris roept "Look out for Gene and Roger's fruit stand!". Dit is een verwijzing naar filmcritici Gene Siskel en Roger Ebert, die niet bekendstonden om hun goede kritieken over de Police Academy-films.
- In Police Academy 6 had de zesjarige Allison Mack een naamloos rolletje, waarmee ze haar officiële acteerdebuut maakte.